# Barbara Korun
Barbara Korun  (* 1963 in Ljubljana) ist eine slowenische Lyrikerin.
Korun hat an der Universität Ljubljana Komparatistik studiert und arbeitet als Beraterin für Sprache am Slowenischen Nationaltheater. Korun hat bislang drei Gedichtbände veröffentlicht. Ein kleiner Band ihrer Gedichte ist in englischer Übersetzung erschienen, einige Gedichte liegen auch in deutscher Übersetzung vor. Korun wurde in die Europäische Kulturhauptstadt Cork im Jahre 2005 und in das Ruhrgebiet 2010 eingeladen.
Korun ist Mitherausgeberin der slowenischen Literaturzeitschriften „Apokalipsa“ und „Nova revija“. Sie ist Mitglied im slowenischen P.E.N.

## Werke
- Beitrag in: Berlin, Odysseus und die Nacht, Anthologie der slowenischen Gegenwartspoesie. Ljubljana 2010, ISBN 978-961-92946-0-4.